# Élections à la Députation générale de La Rioja de 1987
Les élections à la Députation générale de La Rioja de 1987 (en espagnol : Elecciones a la Diputación General de La Rioja de 1987) s'est tenue le mercredi 10 juin 1987, afin d'élire les trente-trois députés de la deuxième législature de la Députation générale de La Rioja.
Le scrutin voit la victoire à la majorité relative du Parti socialiste de La Rioja-PSOE (PSR-PSOE), mais l'arrivée au pouvoir de l'Alliance populaire (AP).

## Contexte
Durant la transition démocratique, La Rioja se révèle un fief du parti centriste et réformiste de l'Union du centre démocratique (UCD). Après la disparition de l'UCD, la communauté autonome voit se mettre en place une scène politique à trois acteurs que semble dominer le Parti socialiste ouvrier espagnol (PSOE).
Au cours des élections du 8 mai 1983, le PSOE arrive effectivement en tête avec 18 députés sur 35 à la Députation générale, mais recueille une majorité relative en voix, 47,6 %. Il est suivi d'assez près par l'Alliance populaire (AP), qui devient la première force de l'opposition grâce à un score de 40,3 % des suffrages et 15 sièges. Les 2 élus restants reviennent au Parti riojain progressiste (PRP), formation régionaliste fondée par un ancien de l'UCD et qui totalise 7,5 % des suffrages.
La situation se répète peu ou prou lors des élections municipales qui se tiennent le même jour. En tête, les socialistes récoltent 44 % des voix, tandis que les conservateurs prennent la deuxième place des forces politiques avec 38,7 %. L'écart entre les deux est donc moins important qu'à l'élection régionale. Les régionalistes confirme son statut de troisième force politique, remportant 6,8 %. La situation est bien plus simple à la mairie de Logroño, qui concentre 40 % du corps électoral régional : le PSOE obtient une majorité absolue de 15 conseillers sur 27 avec 48,9 % des voix, tandis que l'AP reçoit les 12 autres élus en ayant engrangé 40,4 %.
La situation tend à se complexifier aux élections législatives anticipées du 22 juin 1986. Si les socialistes conservent leur position dominante avec 43,9 % et 2 sièges sur 4 au Congrès des députés, suivis des conservateurs qui remportent 39,2 % et 2 sièges également, le scrutin voit l'émergence du Centre démocratique et social (CDS), qui recueille 10,1 % et se place en troisième position, loin devant le PRP qui n'atteint même pas 2 %.
Le début de l'année 1987 est marqué par l'adoption de la première loi électorale de la communauté autonome. Elle confirme le recours au scrutin proportionnel à la plus forte moyenne d'Hondt, le seuil minimum de représentativité de 5 % des suffrages exprimés, mais réduit le nombre de députés de 35 – établi par les dispositions additionnelles du statut d'autonomie – à 33.

## Mode de scrutin
La Députation générale de La Rioja (en espagnol : Diputación General de La Rioja) se compose de 33 députés, élus pour un mandat de quatre ans au suffrage universel direct, suivant le scrutin proportionnel à la plus forte moyenne d'Hondt.
La Rioja constitue une circonscription unique. Seules les forces politiques – partis, coalitions, indépendants – ayant remporté au moins 5 % des suffrages exprimés au niveau du territoire régional participent à la répartition des sièges.

## Campagne

### Partis et chefs de file
| Force politique | Force politique                                                       | Chef de file                | Idéologie                                                      | Score en 1983              |
| --------------- | --------------------------------------------------------------------- | --------------------------- | -------------------------------------------------------------- | -------------------------- |
|                 | Parti socialiste de La Rioja-PSOE Partido Socialista de La Rioja-PSOE | Alicia Izaguirre            | Centre gauche Social-démocratie, progressisme                  | 47,6 % des voix 18 députés |
|                 | Alliance populaire Alianza Popular                                    | Joaquín Espert              | Centre droit Conservatisme, libéralisme, démocratie chrétienne | 40,3 % des voix 15 députés |
|                 | Parti riojain progressiste Partido Riojano Progresista                | Luis Javier Rodríguez Moroy | Centre Régionalisme                                            | 7,5 % des voix 2 députés   |
|                 | Centre démocratique et social Centro Democrático y Social             | Manuel Fernández Ilarranza  | Centre Libéralisme                                             | 2,5 % des voix 0 députés   |

## Résultats

### Voix et sièges
| Inscrits                                     | Inscrits                    | Inscrits                 | 201 738   |             |                      |                      |
| Abstentions                                  | Abstentions                 | Abstentions              | 55 480    | 27,5 %      |                      |                      |
| Votants                                      | Votants                     | Votants                  | 146 258   | 72,5 %      |                      |                      |
|                                              |                             |                          |           |             |                      |                      |
| Bulletins enregistrés                        | Bulletins enregistrés       | Bulletins enregistrés    | 146 258   |             |                      |                      |
| Bulletins blancs ou nuls                     | Bulletins blancs ou nuls    | Bulletins blancs ou nuls | 4 450     | 3,04 %      |                      |                      |
| Suffrages exprimés                           | Suffrages exprimés          | Suffrages exprimés       | 141 808   | 96,96 %     | 33 sièges à pourvoir | 33 sièges à pourvoir |
|                                              |                             |                          |           |             |                      |                      |
| Liste                                        | Tête de liste               |                          | Suffrages | Pourcentage | Sièges acquis        | Var.                 |
| Parti socialiste de La Rioja-PSOE (PSR-PSOE) | Alicia Izaguirre            |                          | 57 178    | 40,32 %     | 14 / 33              | 4                    |
| Alliance populaire (AP)                      | Joaquín Espert              |                          | 50 179    | 35,39 %     | 13 / 33              | 2                    |
| Centre démocratique et social (CDS)          | Manuel Fernández Ilarranza  |                          | 15 640    | 11,03 %     | 4 / 33               | 4                    |
| Parti riojain progressiste (PRP)             | Luis Javier Rodríguez Moroy |                          | 9 212     | 6,5 %       | 2 / 33               | en stagnation        |
| Autres listes                                | Néant                       |                          | 9 599     | 6,77 %      | 0 / 33               |                      |

### Analyse
Alors que 9 300 citoyens supplémentaires se rendent aux urnes par rapport à 1983, les deux grands partis font les frais de l'émergence du Centre démocratique et social.
En recul de 6 700 voix en quatre ans, le Parti socialiste de La Rioja-PSOE doit abandonner quatre sièges et perd ainsi sa majorité absolue. Son avance sur l'Alliance populaire se réduit de ce fait à un seul siège, quand bien même l'AP perd elle aussi du terrain, avec 4 000 suffrages et 2 députés en moins. La différence entre les deux principales forces politiques passe alors de 9 700 à 7 000 suffrages. Le CDS est effectivement le grand vainqueur de cette élection, lui qui engrange 12 400 voix nouvelles, franchissant facilement la barre des 10 % pour s'imposer, avec 4 députés, comme la troisième force politique régionale. Il passe donc devant le Parti riojain progressiste, qui reste stable avec seulement 800 voix de moins.
La Députation générale prend de fait un aspect politique instable, aucun parti ne disposant de la majorité absolue, tandis que deux partis classés au centre du jeu politique totalisent 6 sièges, soit 18 % du total des élus.

### Conséquences
Le 24 juillet, le conservateur Joaquín Espert est investi président de La Rioja, par 15 voix contre 14 et 4 abstentions, ayant bénéficié du soutien de l'AP et du PRP, qui n'intègre pas le conseil de gouvernement.